# سرعت (فیلم ۱۳۷۵)
سرعت نام فیلمی به کارگردانی محمدحسین لطیفی است. این فیلم محصول کشور ایران و تولید سال ۱۳۷۵ می‌باشد.

## خلاصه داستان
بهزاد شایقی قهرمان اتومبیلرانی قبل از مسابقهٔ اصلی رقیب خود را از دور مسابقه خارج می‌کند و حالا شرکت اتومبیلرانی ایران خودرو برای روز مسابقه به یک رانندهٔ با سابقه نیاز دارد به همین جهت حاج آقا افشار که قبلاً در جبهه با قهرمان مسابقات رالی امیر هادیان آشنا شده از او برای روز مسابقه دعوت می‌کند اما امیر هادیان قبول نمی‌کند چرا که یکی از دوستان صمیمی خود سعید را به علت رفتن به مسابقه در جبهه از دست می‌دهد و حالا دیگر حاضر به مسابقه دادن نیست، حاج آقا افشار با اصرار زیاد و صحبت با امیر هادیان به او می‌گوید که شرکت در این مسابقه افتخاری برای ایران محسوب می‌شود و کمتر از جنگ در جبهه نیست و هادیان بالاخره قبول می‌کند و با ماشین طراحی شده به نام ایران در مسابقه شرکت می‌کند و علیرغم توطئه‌های بهزاد برای باخت او، هادیان پیروز میدان می‌شود.

## بازیگران
1. عبدالرضا اکبری
2. حسین یاری
3. پرستو گلستانی
4. جهانبخش سلطانی
5. اسرافیل علمداری
6. جمشید اسماعیل خانی
7. فخرالدین صدیق‌شریف
8. جواد هاشمی
9. پوریا باقرپور
10. علی صادق پور
11. سیروس صابر
12. حسین لبافی
13. ملیحه نظری
14. داوود سلطانی
15. محمد طاهری آذر
16. افشین نخعی